# Wangjiafeng-Gräber
Die Wangjiafeng-Gräber (chinesisch 王家峰墓群, Pinyin Wángjiāfēng mùqún) sind Gräber aus der Nördlichen Qi-Dynastie der Zeit der Südlichen und Nördlichen  Dynastien im Dorf Wangjiafeng 王家峰村 der Gemeinde Haozhuang 郝庄乡 im Stadtbezirk Yingze von Taiyuan in der chinesischen Provinz Shanxi. Das bekannteste Grab ist das von Xu Xianxiu 徐显秀. Seine großflächigen Wandmalereien sind besonders gut erhalten.
Die Wangjiafeng-Gräber stehen seit 2006 auf der Liste der Denkmäler der Volksrepublik China (6-233).